# Microregione di Maceió
Maceió è una microregione dello Stato dell'Alagoas in Brasile, appartenente alla mesoregione di Leste Alagoano.

## Comuni
Comprende 10 comuni:
- Barra de Santo Antônio
- Barra de São Miguel
- Coqueiro Seco
- Maceió
- Marechal Deodoro
- Paripueira
- Pilar
- Rio Largo
- Santa Luzia do Norte
- Satuba